# Le Verrou (Maupassant)
Le Verrou est une nouvelle de Guy de Maupassant, parue en 1882.

## Historique
Le Verrou est initialement publiée dans la revue Gil Blas du 25 juillet 1882, sous le pseudonyme Maufrigneuse, puis dans le recueil Les Sœurs Rondoli.  
La nouvelle est dédiée à Raoul Denisane.

## Résumé
Au départ, ils étaient quatorze : quatorze célibataires endurcis qui s’étaient juré de détourner du droit chemin toutes les femmes, et de préférence celles de leurs amis. Et, lors d’un repas surnommé "le Célibat", ils se racontaient leurs succès. Aujourd'hui, ils ne sont plus que quatre : trois sont morts et sept se sont mariés.
Ce soir, à l'occasion d'un "Célibat", un membre raconte, non pas sa dernière aventure, mais sa première, et comment, dans sa jeunesse, il a été séduit par une amie de sa mère. La femme avait trente-cinq ans, lui en avait vingt-deux. Nourrissant une furieuse envie de se faire avilir par le jeune homme, elle lui suggère de prendre une chambre en ville. Aussitôt dit, aussitôt fait, et, un après-midi, la dame vient lui rendre visite. A peine entrée, elle s'abat en sanglotant dans ses bras : elle lui déclare qu'elle est folle d'être venue à ce rendez-vous, qu'elle perd la tête, qu'il la vaincue et affolée. La lumière du jour lui faisant honte, elle demande au jeune homme de fermer les volets et de tirer les rideaux afin que l'obscurité de la nuit recouvre leurs coupables amours. Il s'ensuit une heure d’extase, puis les amants s’endorment.
Ils sont réveillés par un beau soleil qui entre par la fenêtre grande ouverte, et par le propriétaire, suivi du fumiste qui vient réparer la cheminée. La dame nue hurle. Le jeune homme avait oublié de tirer le verrou.
Depuis ce temps-là, il ne ferme jamais les fenêtres ; mais il pousse toujours les verrous.

## Extraits
- « Car,  au début, c’est nous qui nous laissons prendre, tandis que plus tard…c’est la même chose. »

## Éditions
- Le Verrou, dans Maupassant, Contes et Nouvelles, tome I, texte établi et annoté par Louis Forestier, éditions Gallimard, Bibliothèque de la Pléiade, 1974  (ISBN 978 2 07 010805 3).